# مشروع تونس
مشروع تونس هو حزب سياسي تونسي . ايديولوجية الحزب ليبرالية تقدمية. أعلن عن تأسيسه محسن مرزوق يوم 20 مارس 2016.

## وصلات خارجية
- الموقع الرسمي